# Мальдивы на Паралимпийских играх
Мальдивы на Паралимпийских играх впервые приняли участие в 2020 году на летних Играх в Токио. На зимних Играх Мальдивы участия пока не принимали. Медалей на Играх спортсмены Мальдив пока не завоевали.